# The Grimm Variations
The Grimm Variations (グリム組曲?, Gurimu kumikyoku, lett. "Suite dei Grimm") è una serie ONA antologica prodotta da Wit Studio, tratta liberamente dalle fiabe dei fratelli Grimm. La serie di 6 episodi è stata distribuita da Netflix il 17 aprile 2024.

## Trama
I fratelli Jacob e Wilhelm Grimm raccontano alla loro sorella minore Charlotte delle varianti cupe e inquietanti di alcune delle loro fiabe più famose.

## Personaggi
Jacob Grimm
Doppiato da: Tatsuhisa Suzuki (ed. giapponese), Alessandro Campaiola (ed. italiana)
Wilhelm Grimm
Doppiato da: Kenji Nojima (ed. giapponese), Federico Campaiola (ed. italiana)
Charlotte
Doppiata da: Misato Fukuen (ed. giapponese), Emma Grasso (ed. italiana)

### Episodio 1
Kiyoko Otawara
Doppiata da: Rie Kugimiya (ed. giapponese), Chiara Fabiano (ed. italiana)
Makiko Otawara
Doppiata da: Yumi Uchiyama (ed. giapponese), Lucrezia Marricchi (ed. italiana)
Sawako Otawara
Doppiata da: Ayane Sakura (ed. giapponese), Ilaria De Rosa (ed. italiana)
Tsuruko Otawara
Doppiata da: Hiroko Ushida (ed. giapponese), Domitilla D'Amico (ed. italiana)
Masataka Ichijo
Doppiato da: Shōya Ishige (ed. giapponese), Luigi Morville (ed. italiana)

### Episodio 2
Scarlet
Doppiata da: Mariya Ise (ed. giapponese), Elisa Carucci (ed. italiana)
Rose
Doppiata da: Ayana Taketatsu (ed. giapponese), Veronica Benassi (ed. italiana)
Grey
Doppiato da: Daisuke Namikawa (ed. giapponese), Flavio Aquilone (ed. italiana)
Brown
Doppiato da: Akio Otsuka (ed. giapponese), Guido Di Naccio (ed. italiana)
Tom
Doppiato da: Hiroyuki Yoshino (ed. giapponese)
Madam
Doppiata da: Misato Fukuen (ed. giapponese), Micaela Incitti (ed. italiana)

### Episodio 3
'Hansel'
Doppiato da: Mutsumi Tamura (ed. giapponese), Luca Tesei (ed. italiana)
'Gretel'
Doppiata da: Misato Fukuen (ed. giapponese), Alice Doviziani (ed. italiana)
Anziana signora
Doppiata da: Urara Takano (ed. giapponese), Alessandra Cassioli (ed. italiana)
Mamma
Doppiata da: Kikuko Inoue (ed. giapponese), Laura Romano (ed. italiana)
Papà
Doppiato da: Kazuhiko Inoue (ed. giapponese)
Mira
Doppiata da: Rina Honnizumi (ed. giapponese)
Hanna
Doppiata da: Rina Honnizumi (ed. giapponese)
Ulrich
Doppiato da: Aoi Inase (ed. giapponese)
Fritz
Doppiato da: Yūko Sanpei (ed. giapponese)
Erich
Doppiato da: Miho Wataya (ed. giapponese)
'Karl'
Doppiato da: Sara Matsumoto (ed. giapponese)
Eliza
Doppiata da: Haruna Kakiage (ed. giapponese)
Oscar
Doppiato da: Miyuri Shimabukuro (ed. giapponese)
Renate
Doppiata da: Risa Watanabe (ed. giapponese)

### Episodio 4
N
Doppiato da: Hiroki Tōchi (ed. giapponese), Daniele Raffaeli (ed. italiana)
Ragazza elfo
Doppiata da: Ayumi Nagao (ed. giapponese)
S
Doppiato da: Wataru Hatano (ed. giapponese), Gabriele Marchingiglio (ed. italiana)
B
Doppiata da: Michiko Neya (ed. giapponese)

### Episodio 5
Cat
Doppiata da: Ai Kakuma (ed. giapponese), Margherita De Risi (ed. italiana)
Dog
Doppiata da: Maaya Uchida (ed. giapponese), Ludovica Bebi (ed. italiana)
Donkey
Doppiata da: Romi Park (ed. giapponese)
Rooster
Doppiata da: Mie Nakao (ed. giapponese), Luna Iansante (ed. italiana)
Tim
Doppiato da: Jun'ichi Suwabe (ed. giapponese), Daniele Raffaeli (ed. italiana)

### Episodio 6
Maria
Doppiata da: Sayaka Kikuchi (ed. giapponese), Emanuela Ionica (ed. italiana)
Professore
Doppiato da: Shunsuke Takeuchi (ed. giapponese), Gabriele Lopez (ed. italiana)
Grand Code
Doppiata da: Mie Nakao (ed. giapponese), Anna Rita Pasanisi (ed. italiana)
Viandante
Doppiata da: Misato Fukue (ed. giapponese), Veronica Puccio (ed. italiana)

## Produzione
Nel febbraio 2020, prima della pubblicazione di alcun materiale promozionale, Netflix annunciò una collaborazione con sei mangaka, tra i quali il gruppo di artiste CLAMP. Nel giugno 2021, uscì un teaser poster promozionale, che era ancora solo un prototipo, con il logo Netflix. Fu anche rivelato che Wit Studio avrebbe prodotto la serie anime, e che sarebbe stata sceneggiata da Michiko Yokote. Nel marzo 2024, è stato annunciato il titolo della serie The Grimm Variations e che Akira Miyagawa ne avrebbe composto le musiche. Alla convention AnimeJapan 2024, sono stati rivelati i titoli degli episodi e i diversi registi di ognuno.

## Episodi
| Nº | Titolo italiano Giapponese 「Kanji」 - Rōmaji                       | In onda        | In onda        |
| Nº | Titolo italiano Giapponese 「Kanji」 - Rōmaji                       | Giapponese     | Italiano       |
| 1  | Cenerentola 「シンデレラ」 - Shinderera                             | 17 aprile 2024 | 17 aprile 2024 |
| 2  | Cappuccetto rosso 「赤ずきん」 - Akazukin                           | 17 aprile 2024 | 17 aprile 2024 |
| 3  | Hansel e Gretel 「ヘンゼルとグレーテル」 - Henzeru to Gurēteru      | 17 aprile 2024 | 17 aprile 2024 |
| 4  | Gli gnomi 「小人の靴屋」 - Kobito no kutsuya                        | 17 aprile 2024 | 17 aprile 2024 |
| 5  | I musicanti di Brema 「ブレーメンの音楽隊」 - Burēmen no ongaku-tai | 17 aprile 2024 | 17 aprile 2024 |
| 6  | Il pifferaio magico 「ハーメルンの笛吹き」 - Hāmerun no fuefuki     | 17 aprile 2024 | 17 aprile 2024 |

## Manga
In contemporanea con l'uscita della serie, il sito di Kōdansha Magazine Pocket ha serializzato dal 17 aprile al 29 maggio 2024 l'adattamento manga dell'anime disegnato da Kōji Megumi.